# Koupě Aljašky

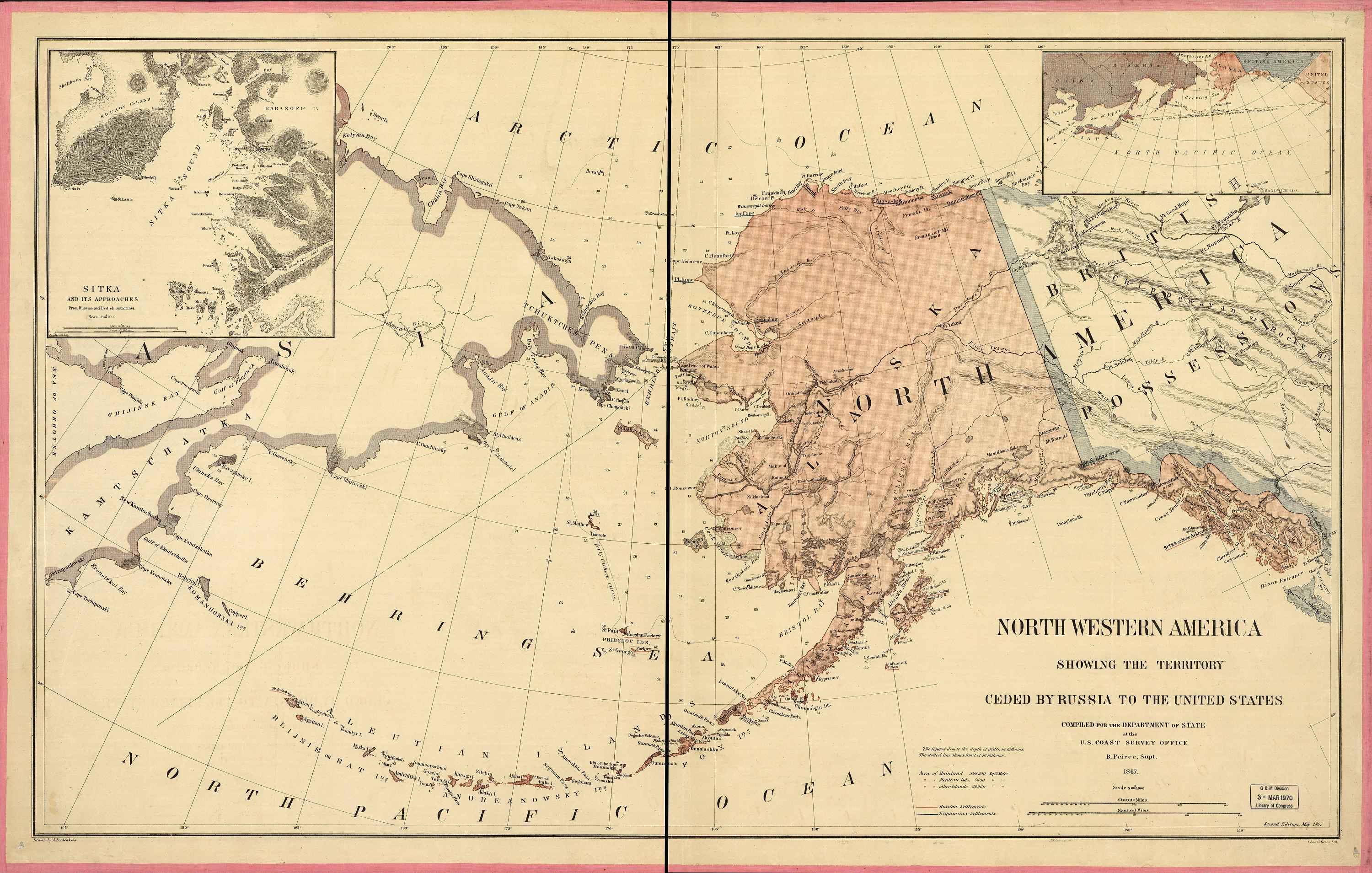
Dobová mapa Aljašky

Koupě Aljašky byla dohoda mezi vládami Ruského impéria a Spojených států amerických, která vedla k prodeji ruského území v Severní Americe o celkové rozloze 1 518 000 km². Spojené státy za Aljašku zaplatily 7 200 000 dolarů. K oficiálnímu předání území došlo 18. října 1867.

## Průběh transakce
Přítomnost Ruska v Severní Americe je datována od první poloviny osmnáctého století, ale usadilo se tam jen velmi málo Rusů. V období po Krymské válce se car Alexandr II. začal zaobírat možností prodeje Aljašky, která by se jen obtížně dala bránit před Brity a dalšími národy v budoucích válkách. Po skončení Americké občanské války začal ministr zahraničí Spojených států amerických William Seward diskutovat s ruským diplomatem Eduardem de Stoecklem o nákupu Aljašky a následně 30. března 1867 společně vytvořili smlouvu, která byla valnou většinou ratifikována Senátem Spojených států amerických. Po souhlasu Senátu připojil svůj podpis na konec této kopie smlouvy i  prezident Andrew Johnson, a to 20. června 1867; téhož dne smlouvu ratifikoval rovněž ruský car Alexandr II. Předávací ceremoniál se konal ve městě Sitka 18. října 1867, ruskou stranu zastupoval kapitán Alexej Alexejevič Peščurov a americkou generál Lovell Rousseau. Ruští a američtí vojáci nastoupili před dům guvernéra; ruská vlajka byla spuštěna a americká vlajka vztyčena za současné dělové palby.

## Reakce

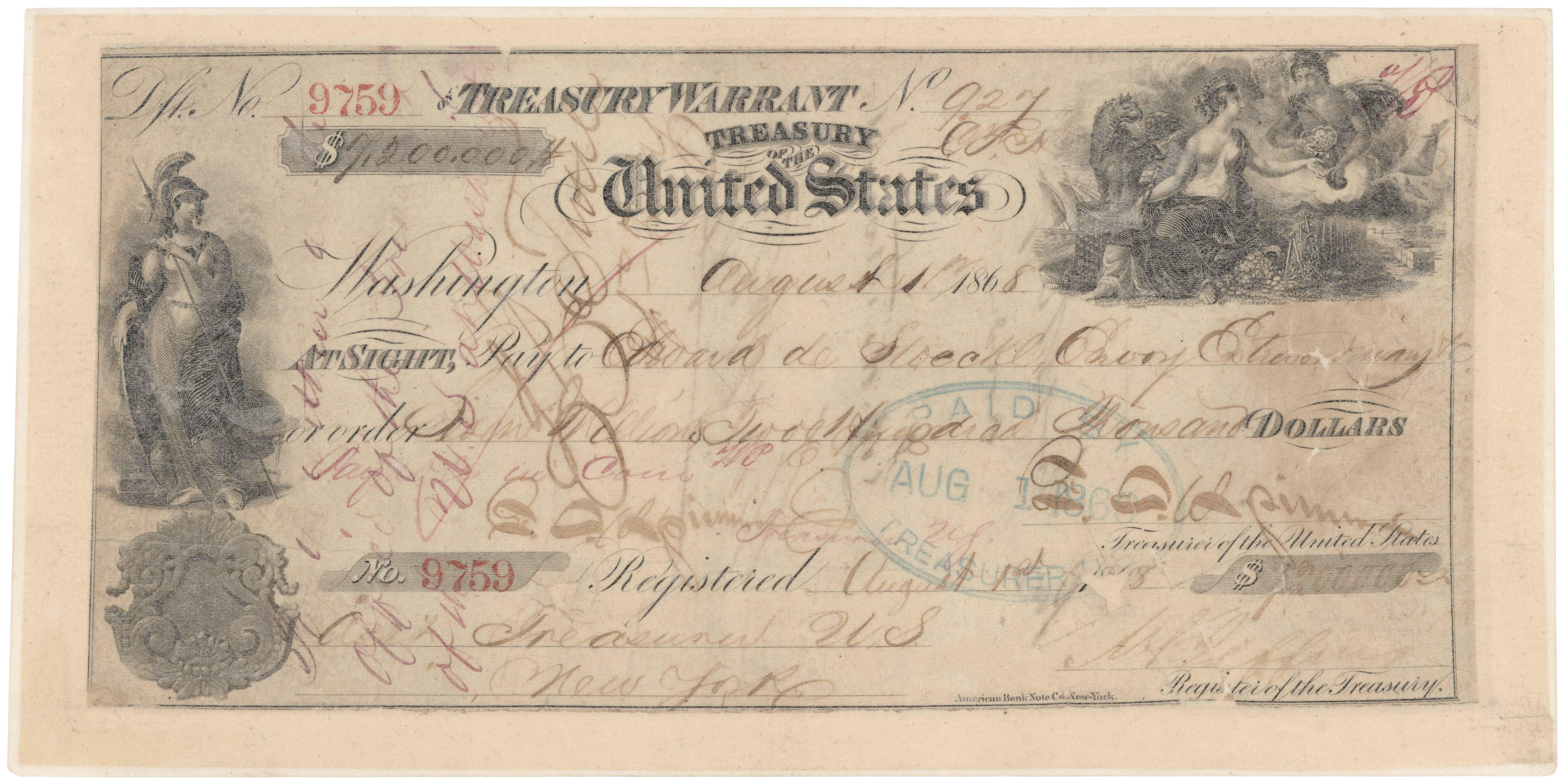
Šek na 7 200 000 amerických dolarů vydaný 1. dubna 1868, který předal americký ministr Seward ruskému ministrovi Stoeklovi

Koupí se ke Spojeným státům americkým připojilo 1 518 800 km² (586 412 čtverečních mil) nových teritorií za 7,2 milionu dolarů. Ohlasy na tuto transakci byly ve Spojených státech většinou kladné, neboť mnoho lidí věřilo, že Aljaška může posloužit jako základna pro rozvoj amerického trhu v Asii. Někteří odpůrci označovali nákup jako hloupost a argumentovali, že jde pouze o zbytečný kus půdy. Téměř všichni ruští osadníci z Aljašky odešli a země zůstala jen spoře osídlená až do začátku zlaté horečky na Klondiku v roce 1896. Z původního anglického označení „Department of Alaska“ se postupně stalo „District of Alaska“, poté „Alaska Territory“ a nakonec, v roce 1959, se Aljaška změnila ve stát.